# Следда
Следда (англ. Sledda) — правитель королевства Эссекс в 571—604 гг.
Он женился на Риколе, сестре Этельберта. В 591 году Следда разгромил Кевлина, который потерпел первое поражение в своей жизни в сражении при Воддесберге. В 597 году был разбит Кёлом. Дочь Следды, Сигевиса, стала женой Редвальда. В 604 году Следда умер, и королём Эссекса стал Саберт.